# WWE SmackDown vs. Raw (serie)
WWE 2K nota dal 2004 al 2005 come WWE SmackDown! vs. Raw, dal 2006 al 2010 come WWE SmackDown vs. Raw e dal 2011 al 2012 come WWE è una serie di videogiochi di wrestling sviluppati dalla Visual Concept (dal 2004 al 2018 dalla Yuke's Future Media Creators e nel 2020 dalla Saber Interactive) e pubblicati dalla 2K Sports (dal 2004 al 2012 dalla THQ) su licenza World Wrestling Entertainment.
La Visual Concept ha affiancato la Yuke's nel 2013 e nel 2014 per WWE 2K14 e WWE 2K15 per poi rimpiazzarla nel 2019 per WWE 2K20 dopo che la Yuke's abbandonò il progetto, in WWE 2K Battelgrounds fu rimpiazzato dalla Saber Interactive per poi ritornare in WWE 2K22.

## Videogiochi
| Titolo                      | Piattaforme                                                                | Date di uscita                                                     |
| --------------------------- | -------------------------------------------------------------------------- | ------------------------------------------------------------------ |
| WWE SmackDown! vs. Raw      | PlayStation 2                                                              | 2 novembre 2004 12 novembre 2004 3 febbraio 2005                   |
| WWE SmackDown! vs. Raw 2006 | PlayStation 2 PlayStation Portable                                         | 11 novembre 2005 15 novembre 2005 31 dicembre 2005                 |
| WWE SmackDown vs. Raw 2007  | PlayStation 2 PlayStation Portable Xbox 360                                | 10 novembre 2006 14 novembre 2006 16 novembre 2006 25 gennaio 2007 |
| WWE SmackDown vs. Raw 2008  | PlayStation 2 PlayStation Portable PlayStation 3 Xbox 360 Nintendo DS Wii  | 9 novembre 2007 13 novembre 2007 15 novembre 2007 14 febbraio 2008 |
| WWE SmackDown vs. Raw 2009  | PlayStation 2 PlayStation Portable [PlayStation 3 Xbox 360 Nintendo DS Wii | 6 novembre 2008 7 novembre 2008 9 novembre 2008 22 gennaio 2009    |
| WWE SmackDown vs. Raw 2010  | PlayStation 2 PlayStation Portable PlayStation 3 Xbox 360 Nintendo DS Wii  | 20 ottobre 2009 22 ottobre 2009 23 ottobre 2009 28 gennaio 2010    |
| WWE SmackDown vs. Raw 2011  | PlayStation 2 PlayStation Portable PlayStation 3 Xbox 360 Wii              | 26 ottobre 2010 28 ottobre 2010 29 ottobre 2010 3 febbraio 2011    |